# Piotr Jaroszewicz
Piotr Jaroszewicz (Njasviž, 8 ottobre 1909 – Varsavia, 1º settembre 1992) è stato un politico polacco, è stato anche il primo ministro del governo polacco della Repubblica Popolare di Polonia dal 1970 al 1980.

## Biografia
Durante la seconda guerra mondiale fuggì in Unione Sovietica e nel 1944 ebbe un alto incarico nell'armata polacca costituita in Unione Sovietica, che partecipò attivamente alla liberazione della Polonia. Nel 1945 fu promosso generale di brigata ed ebbe il ruolo di commissario politico dell'armata.
Nel dopoguerra ha rivestito importanti cariche nel partito comunista, nella pubblica amministrazione e nel governo, diventando anche primo ministro per ben dieci anni.
Venne barbaramente assassinato insieme alla moglie Irena mentre si trovava nella sua villetta ad Anin, un sobborgo di Varsavia: Jaroszewicz era stato torturato ed impiccato, mentre la consorte era stata uccisa tramite un fucile da caccia; l'abitazione dei due coniugi era sorvegliata da cani Rottweiler, che erano stati in precedenza narcotizzati e resi inoffensivi. Le responsabilità su questo duplice omicidio non sono mai state accertate.